# روبرت دروجمانس
روبرت دروجمانس مواليد 5 سبتمبر 1959، هو سائق راليات بلجيكي سابق. بدأ مسيرته في سنة 1987. كان أول رالي له هو رالي مونت كارلو 1987. تنافس في بطولة العالم للراليات.

## روابط خارجية
- روبرت دروجمانس على موقع eWRC-results.com (الإنجليزية)